# Liverpool (Teksas)
Liverpool – miasto w Stanach Zjednoczonych, w stanie Teksas, w hrabstwie Brazoria.